# Arthur Lescarts

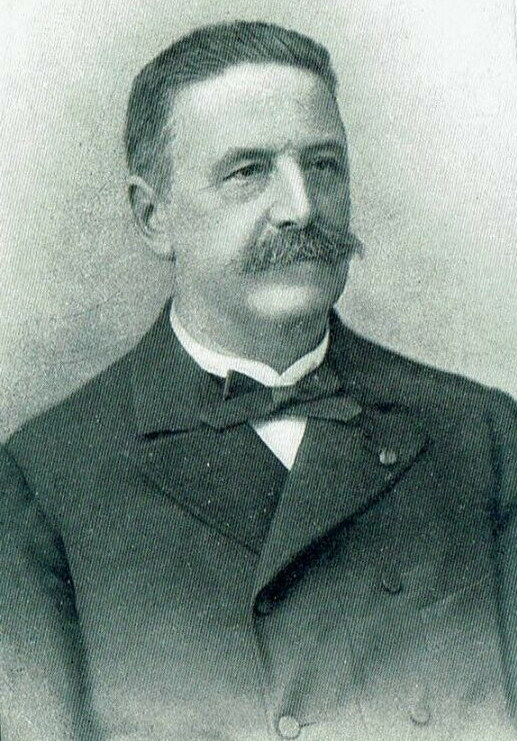

Louis Gustave Arthur Lescarts (Bergen, 5 oktober 1835 - Sint-Joost-ten-Node, 5 oktober 1918) was een Belgisch liberaal volksvertegenwoordiger en burgemeester.

## Levensloop
Lecarts was een zoon van pleitbezorger Gustave Lescarts en van Caroline Dejardin. Hij trouwde met Juliette Lebeau en was de schoonzoon van Charles Lebeau en de schoonbroer van Charles Emile Balisaux.
Hij promoveerde tot doctor in de rechten (1860) aan de Universiteit van Luik en vestigde zich als advocaat in Bergen.
Hij was provincieraadslid voor Henegouwen (1868-1870) en burgemeester van Bergen in 1880-1885.
In 1870 werd hij liberaal volksvertegenwoordiger voor het arrondissement Bergen en vervulde dit mandaat tot in 1894.
Hij was daarnaast ook:
- bestuurder van de Charbonnages du Centre de Gilly;
- bestuurder van de Houillères Unies du Bassin de Charleroi;
- bestuurder van de Raffinerie de Sucre de Marche-lez-Ecaussines;
- bestuurder van de Produits Céramiques de Baudour;
- lid van het inspectiecomité van de psychiatrische inrichtingen in Bergen;
- net als zijn vader, lid van een vrijmetselaarsloge.